# James Brailsford Erwin

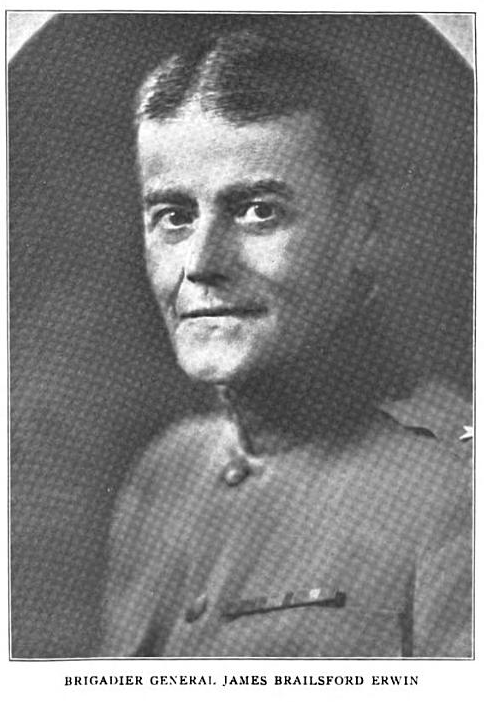
James B. Erwin (1925)

James Brailsford Erwin (* 11. Juli 1856 in Savannah, Chatham County, Georgia; † 10. Juli 1924 in Pasadena, Los Angeles County, Kalifornien) war ein Brigadegeneral der United States Army. Er kommandierte unter anderem die 82. Infanteriedivision.

## Leben
James Erwin war der Sohn von Robert Erwin und dessen Frau Mary Ann Gallaudet. Er studierte zunächst am Trinity College in Hartford in Connecticut. In den Jahren 1876 bis 1880 durchlief er die United States Military Academy in West Point. Nach seiner Graduation wurde er als Leutnant der Kavallerie zugeteilt. Anschließend durchlief er alle Offiziersränge bis zum Brigadegeneral.
In seinen jüngeren Jahren absolvierte er den für Offiziere in den niederen Rangstufen üblichen Dienst in verschiedenen Einheiten und Standorten. Im Jahr 1883 absolvierte er die Infantry and Cavalry School in  Fort Leavenworth in Kansas. Ansonsten war er in den 1880er und 1890er Jahren mit wenigen Unterbrechungen hauptsächlich bei Kavallerieeinheiten im westlichen Teil der Vereinigten Staaten stationiert. Dabei war er an der Endphase der Indianerkriege beteiligt. Mitte der 1890er Jahre hatte er das Kommando über Fort Yellowstone und den dortigen Nationalpark.
Er nahm auch für einige Zeit am Philippinisch-Amerikanischen Krieg teil, wobei er auf den Philippinen stationiert war. Nach seiner zwischenzeitlichen Rückkehr in die Vereinigten Staaten tat er Mitte der 1900er Jahre erneut auf den Philippinen Dienst. Nach dem Erdbeben von San Francisco im Jahr 1906 war er in führender Funktion an den Aufräumungsarbeiten beteiligt. In den Jahren 1915 und 1916 nahm James Erwin an der Mexikanischen Expedition teil.
Nach dem amerikanischen Eintritt in den Ersten Weltkrieg blieb Erwin zunächst in den Vereinigten Staaten. Anschließend wurde er auf den europäischen Kriegsschauplatz versetzt. Dort kommandierte er unter anderem die 12. Infanteriebrigade und die 82. Infanteriedivision. Dieses Kommando bekleidete er vom 24. November bis zum 16. Dezember 1917 als Nachfolger von Eben Swift. Danach übernahm er das Kommando über die 6. Infanteriedivision. Im Verlauf seines Kriegseinsatzes war er unter anderem an Gefechten in den Vogesen und an der Maas-Argonnen-Offensive beteiligt.
Kurz nach dem Waffenstillstand vom 11. November 1918 übernahm James Erwin das Kommando über die 92. Infanteriedivision. Dieses Kommando behielt er bis zur Auflösung der Einheit im Februar 1919. Von März bis September 1919 war er in El Paso in Texas stationiert, wo er den dortigen Militärbezirk kommandierte. Danach kommandierte er Kavallerieeinheiten, zunächst in Fort Oglethorpe in Georgia und dann in Monterey in Kalifornien. Am 11. Juli 1920 ging er in den Ruhestand.
Der seit dem 27. Juni 1883 mit Isabel Reilly Doan (1854–1929) verheiratete Offizier verstarb am 10. Juli 1924 in Pasadena und wurde auf dem Calvary Cemetery in St. Louis in Missouri beigesetzt.

## Orden und Auszeichnungen
Erwin erhielt im Lauf seiner militärischen Laufbahn unter anderem folgende Auszeichnungen:
- Army Distinguished Service Medal
- Silver Star
- Croix de guerre (Frankreich)